# 接吻

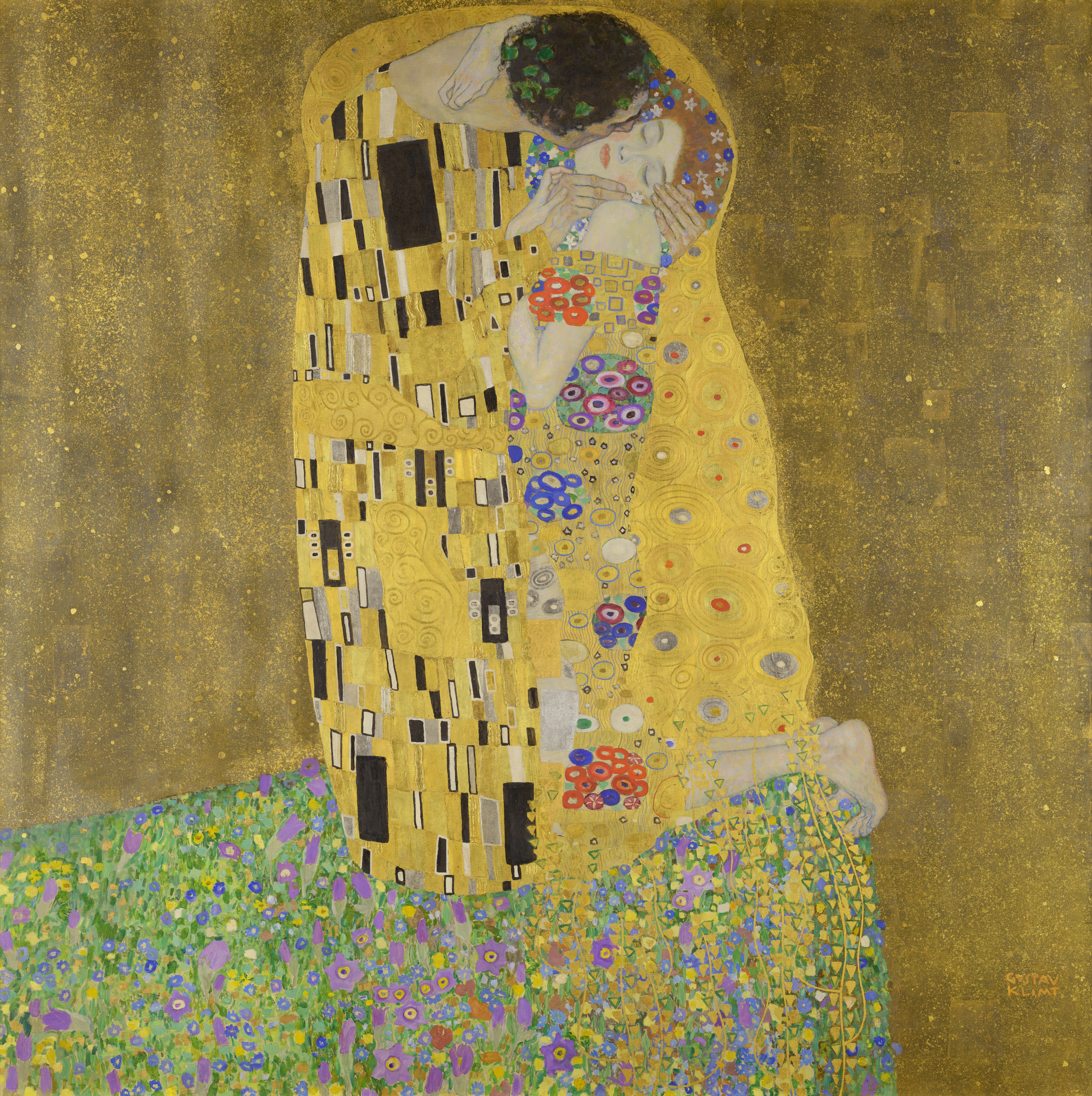
「The Kiss (Der Kuß、接吻)」（グスタフ・クリムト、1907年～1908年。）

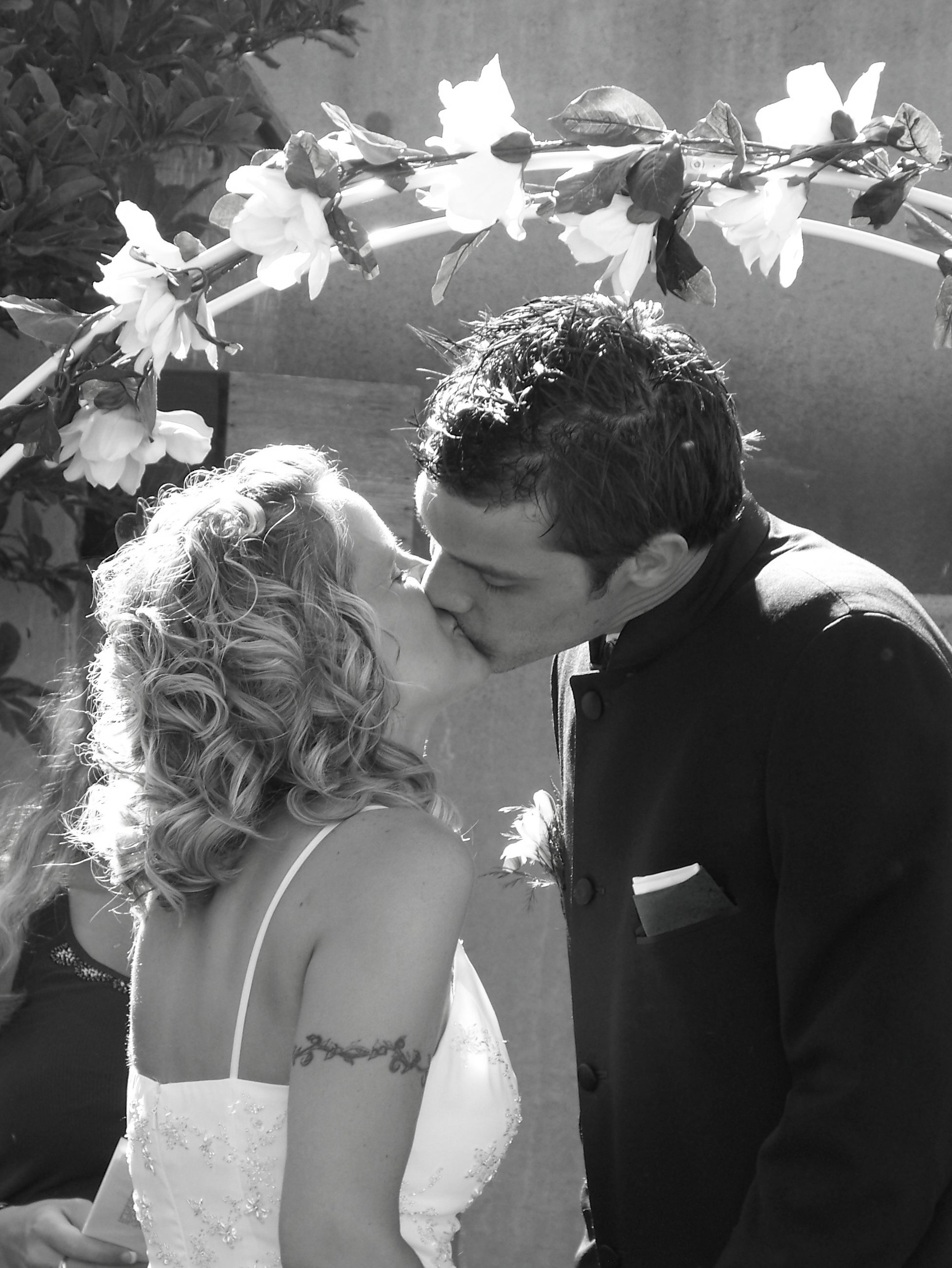
キリスト教会での結婚式で新郎新婦が、誓いの言葉の後に交わすキス。

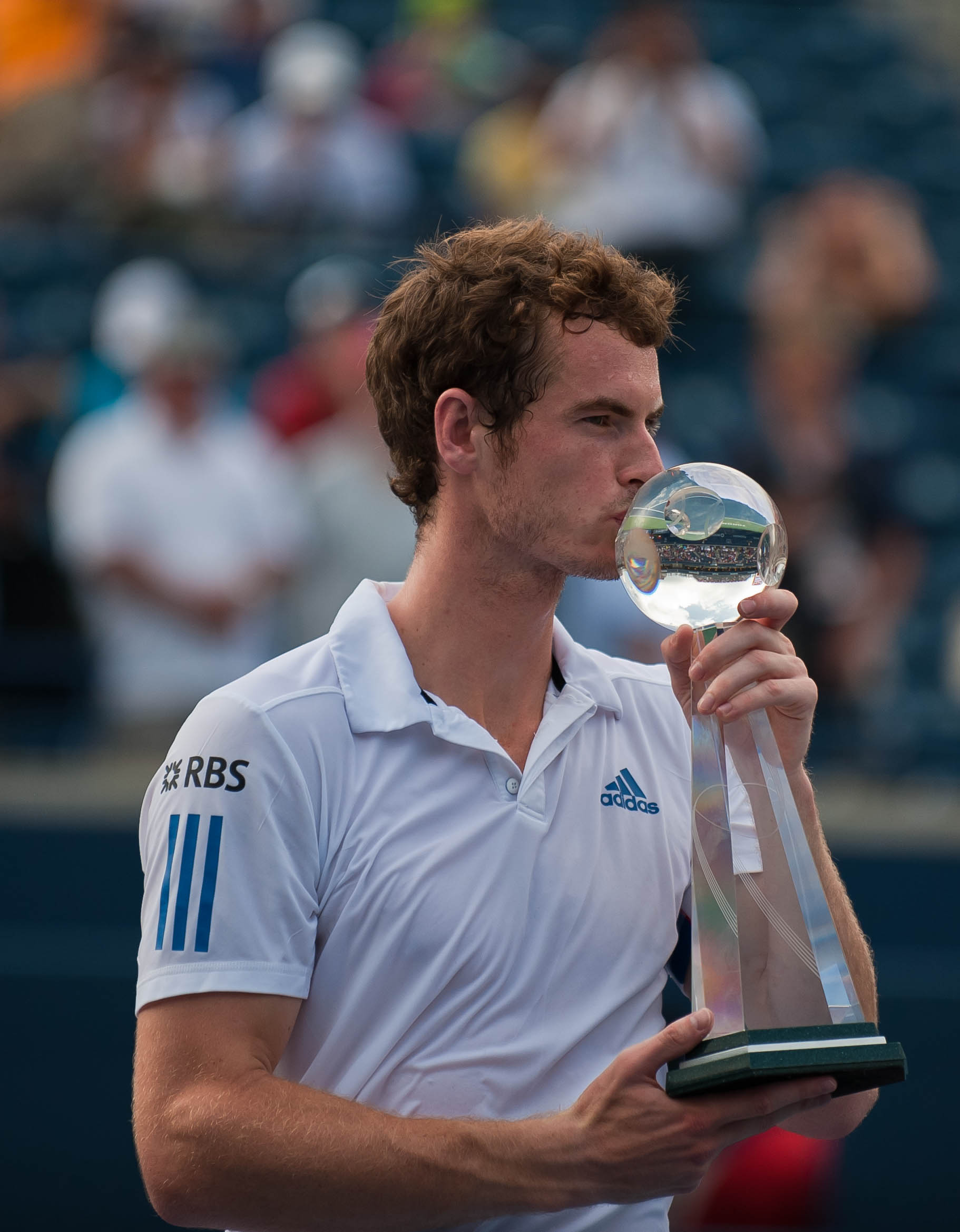
トロフィーへのキス

接吻（せっぷん）あるいは口付け（英語: kiss/osculation、キス / キッス）とは、唇を相手の頬・唇、手などに接触させ、親愛・友愛・愛情などを示すこと。俗に、チュウとも言う（大辞泉、大辞林、日本国語大辞典）。挨拶あるいは儀礼として公然とキスのみ単独で行われる場合もあれば、ひそかに性行為(性交)の一部として行われる場合もある。

## 西欧・東欧・中東などにおける接吻
ロシア人など東スラブ系の人々や、フィンランド人など北方のフィン・ウゴル系の人々は男性同士でも親愛の情を示すために互いに相手の頬にキスをし、時には唇同士でキスをする。西スラブ系（ポーランド人など）、ラテン系、ゲルマン系の人々には、隣接する文化圏でありながら感覚として受け入れ難いという。ラテン系の人々は恋人たちであれば、特に音を立ててキスするなど、様々なバリエーションがある。

### 手の甲へのキス
挨拶として、唇を相手の手の甲にキスをすること。かつて王に対して臣下が、貴婦人（年齢不問）に対して騎士が、教皇に対して人々が、一般にこうした挨拶をしていた。現在でも身分の高い女性などを喜ばせるために、こうした挨拶を敢えてする男性もいる。

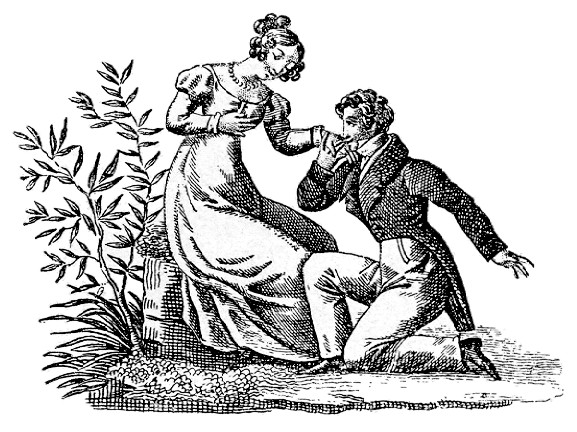
手の甲へのキス（1815年）
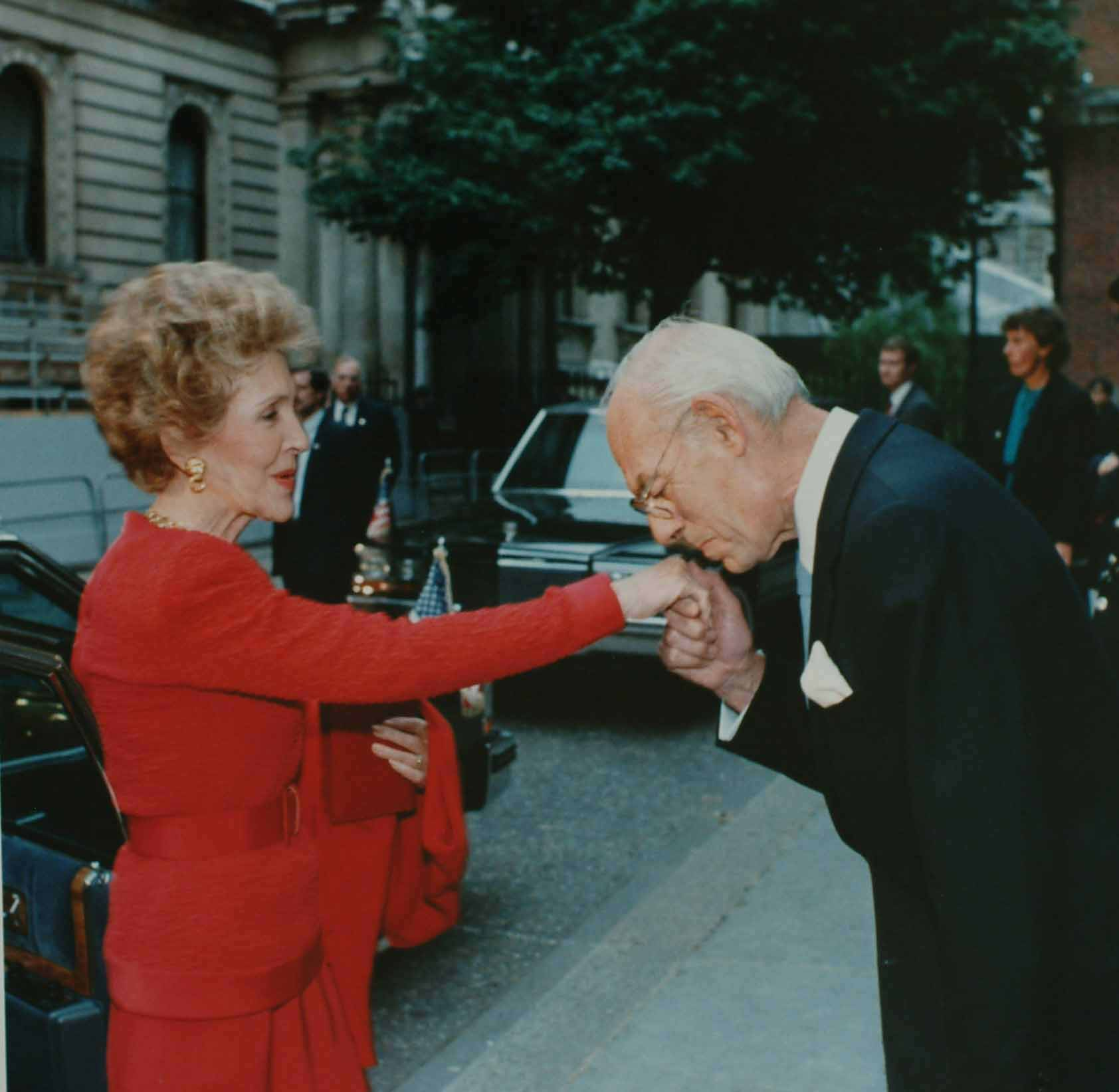
大統領夫人の手の甲へのキス（1988年）

### 頬へのキス
唇を相手の頬につけるキス。挨拶で頻繁に用いられ、人々によって日常的に最も頻繁にされているキスである。
愛情を示すためにも頻繁に行われている。
また、相手の頬に直接つけないキス「投げキッス」などもある。
唇をつけるかわりに、頬と頬を触れさせ疑似的に「チュッ」（英：smack）という音を発して済ますことも多い。これは口紅を塗った女性が相手に唇を接すると、相手に口紅が付着することを避けるという目的もある。

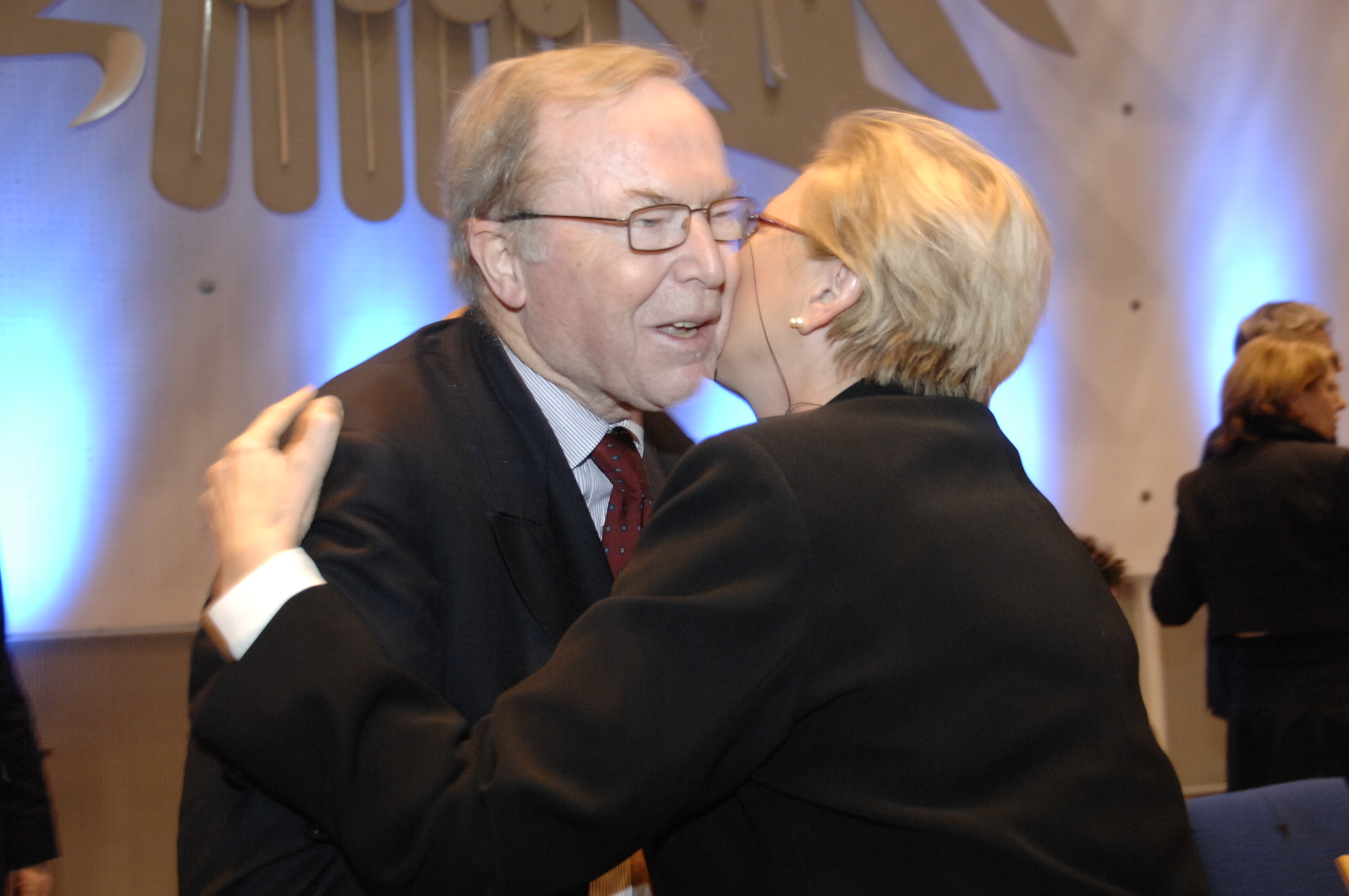
挨拶として頬にキス（頬を寄せ、疑似的にキス音をさせる行為）をする女性
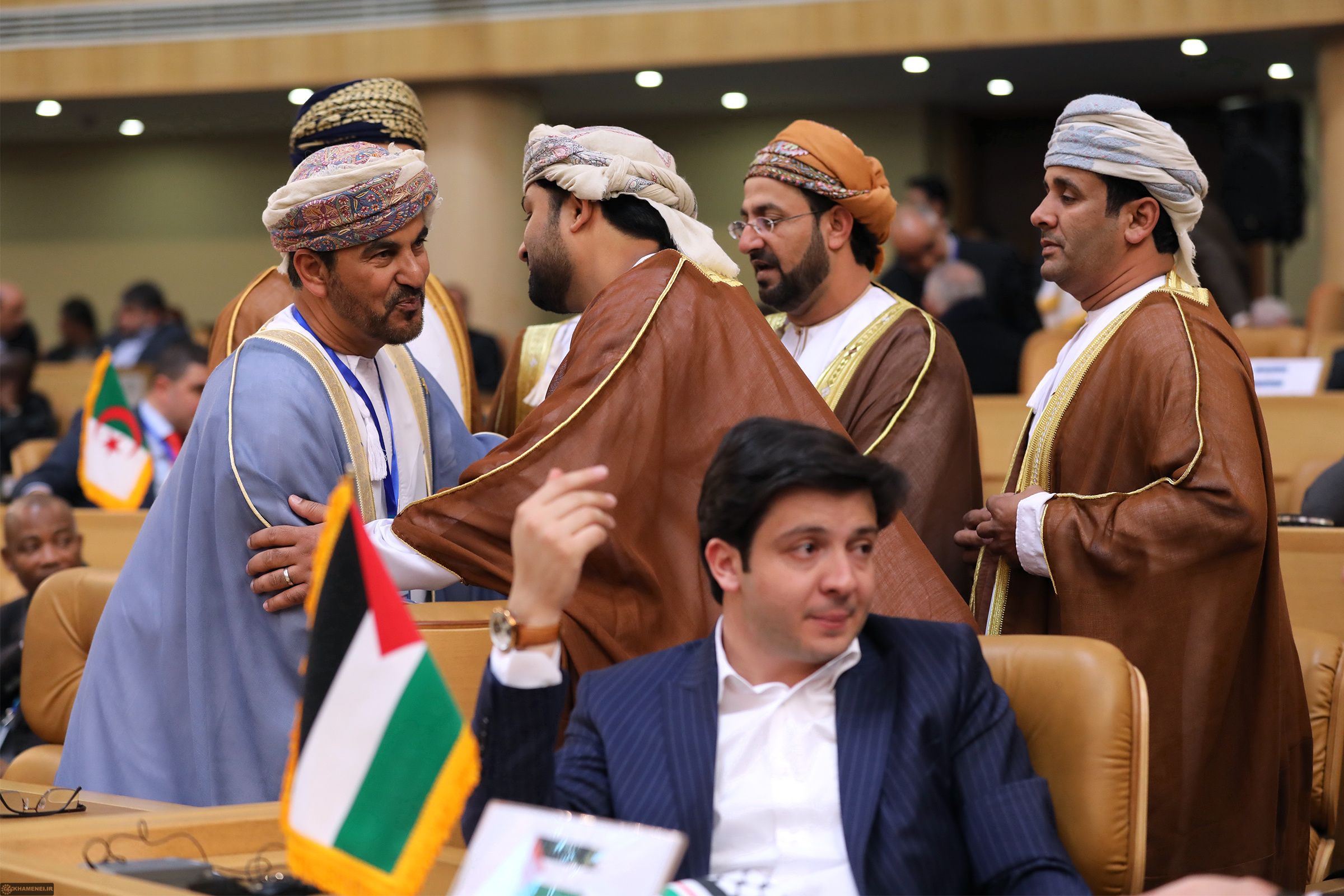
キスで挨拶を交わすパレスチナの男性たち
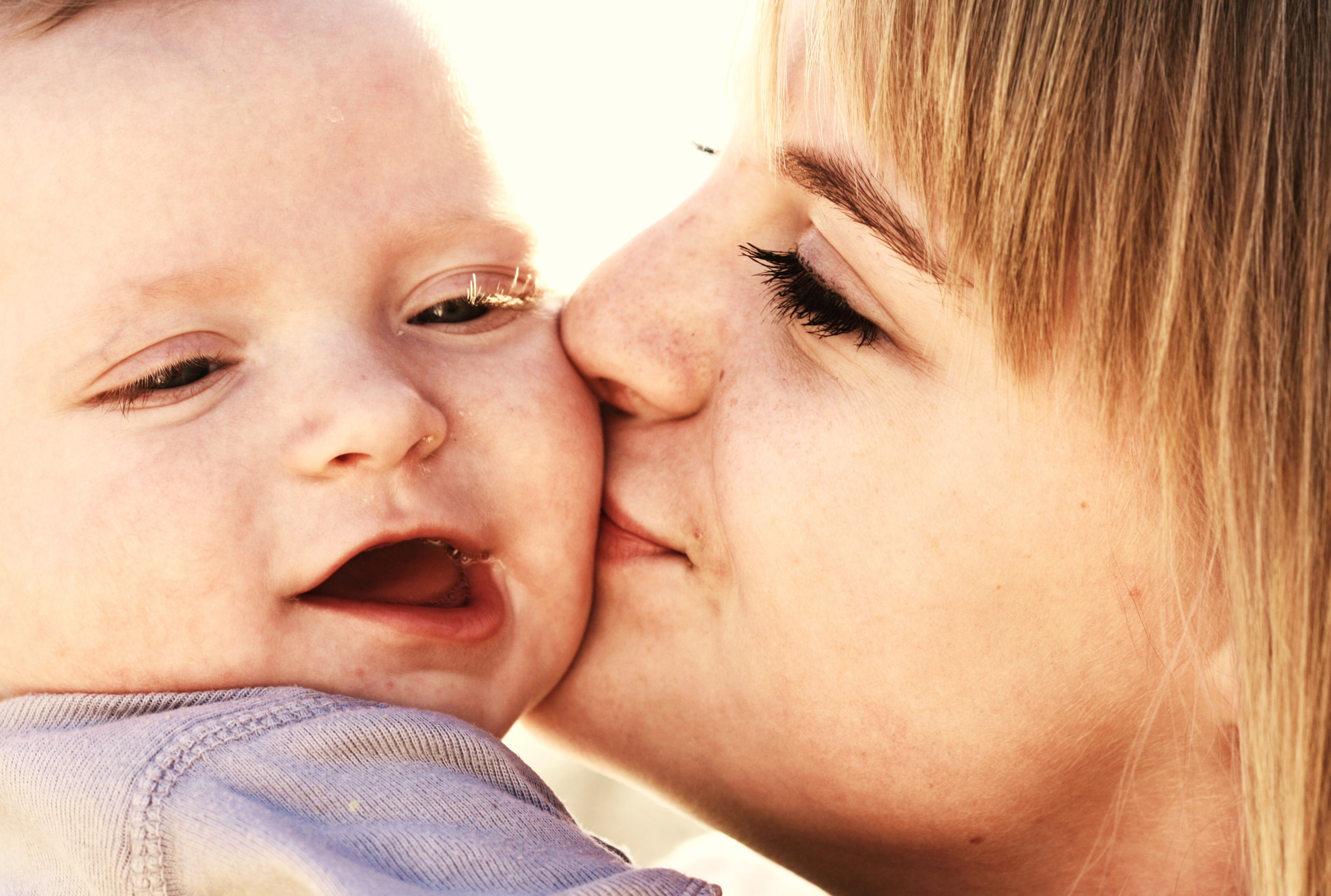
赤ん坊の頬にキスをする母親
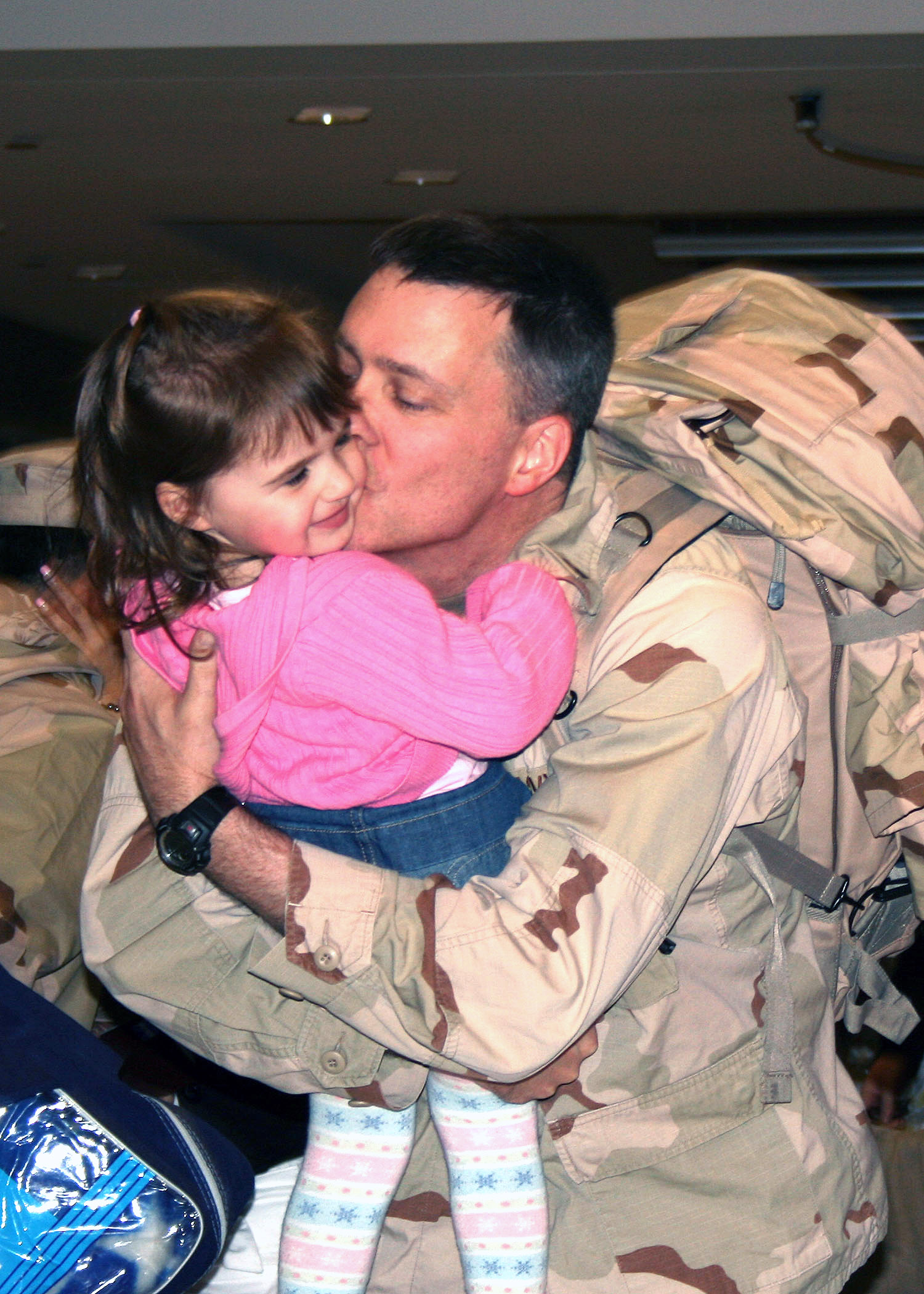
兵士として赴任した先から帰還し娘とひさしぶりに再会し、その頬にキスする米国男性。
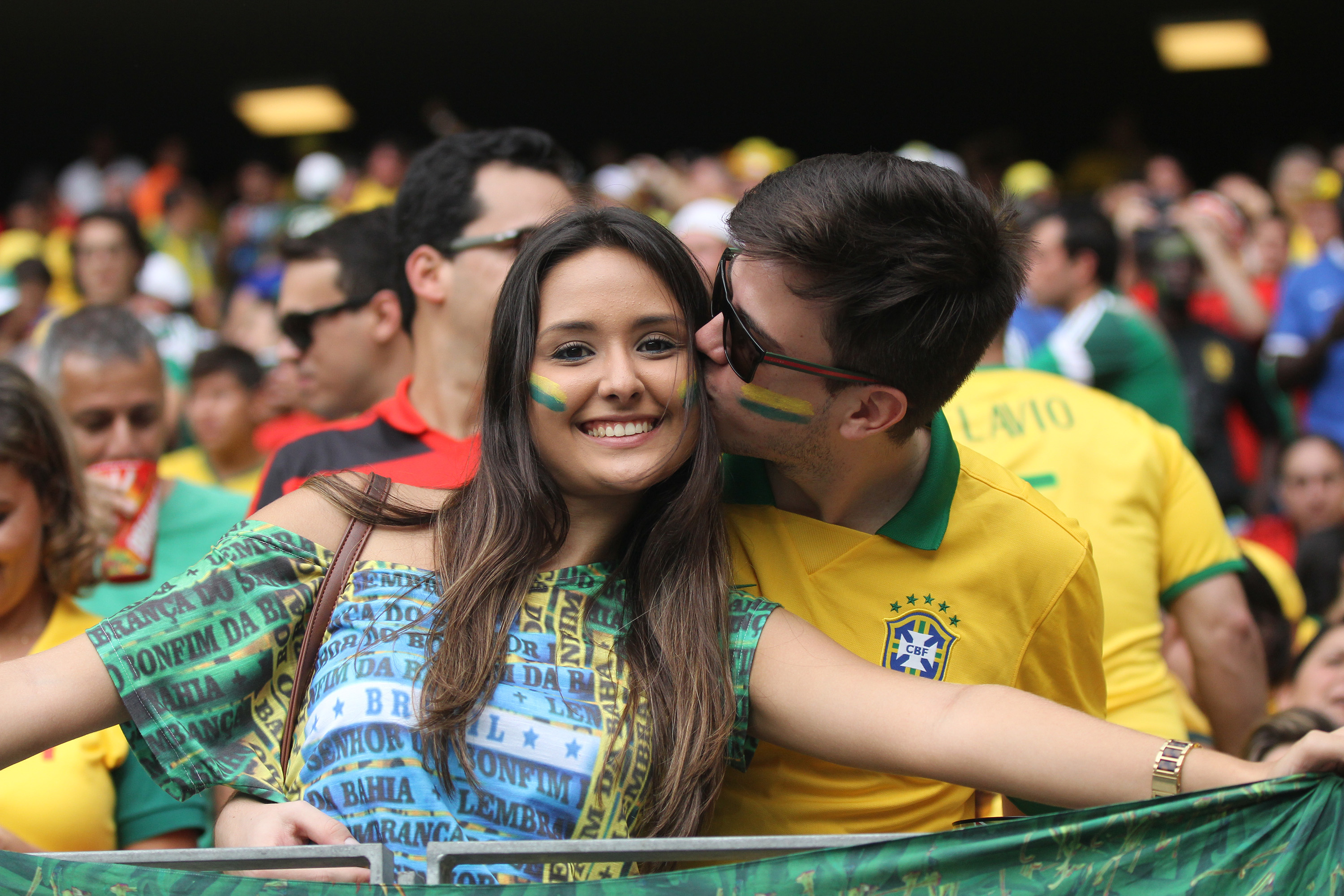
愛情表現として女性の頬にキスするブラジル人男性と笑顔になった女性（2014年）
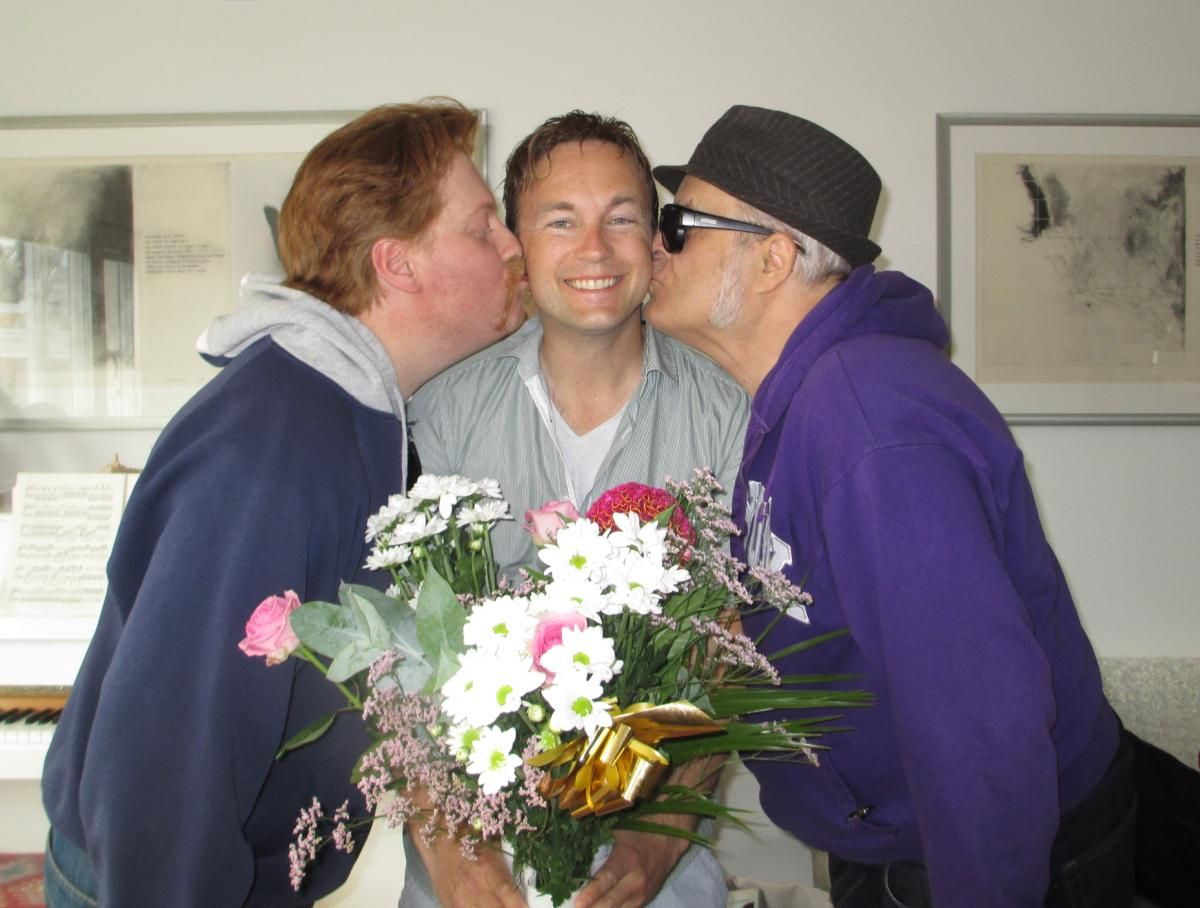
40歳の誕生日を祝ってもらい、友人たちから頬にキスをしてもらい笑顔を見せる男性
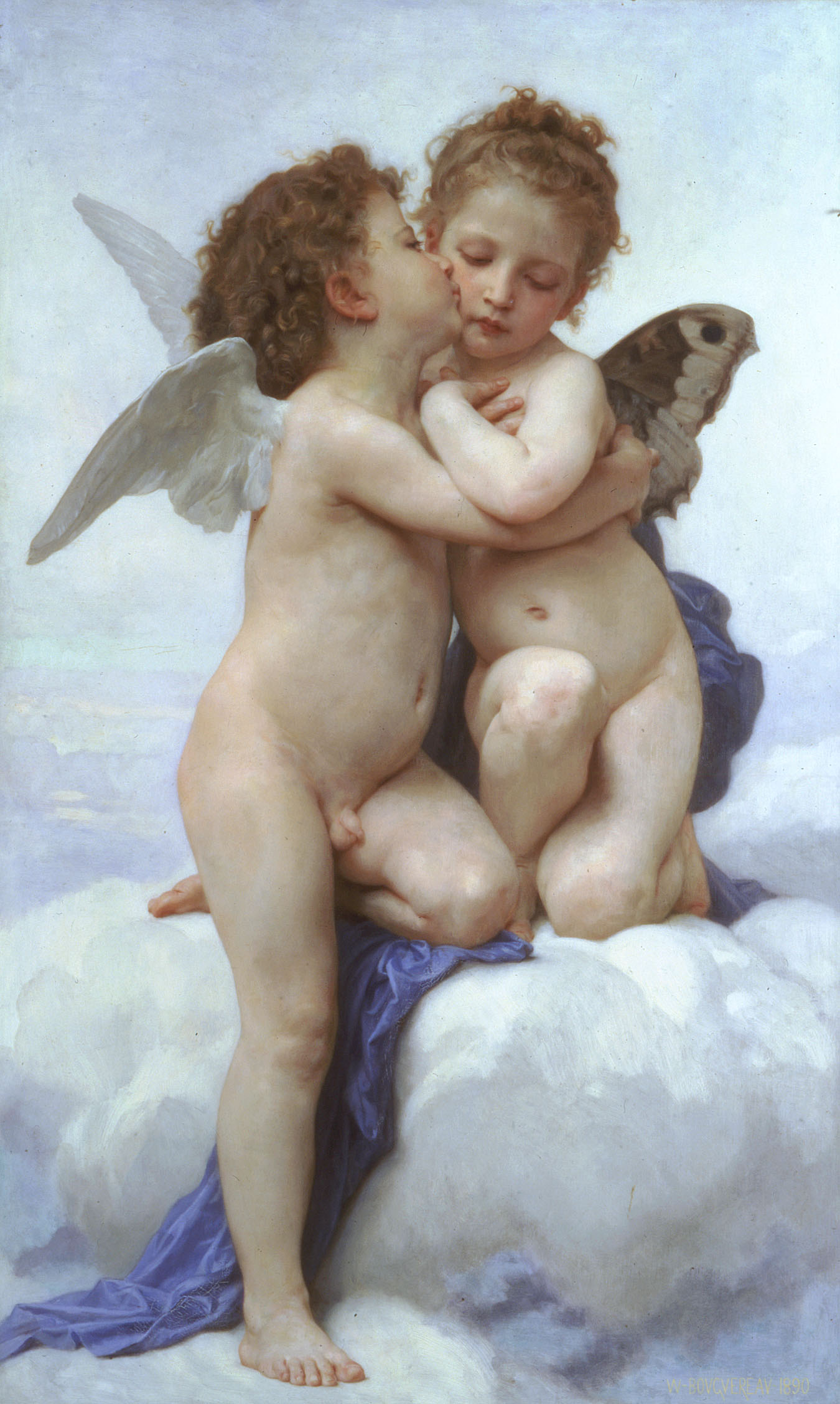
ブグロー『アムールとプシュケー、子供たち』、別名『ファーストキス』、1890年。

### 唇へのキス
ソフト・キス（ライト・キス、ブリーフ・キスとも）
唇で相手の唇に触れる。
フランスでは、家族間・夫婦間・恋人間などで（母-息子などの親子間でも）日常的に非常に頻繁に（挨拶として、たとえば「いってきます」「おかえりなさい」「おやすみ」などの時も）唇への軽くて短いキスがなされる。いわゆるソフト・キス（ライト・キス）である。
世界各地で、恋人や夫婦間など、唇へのキスは広く行われている。

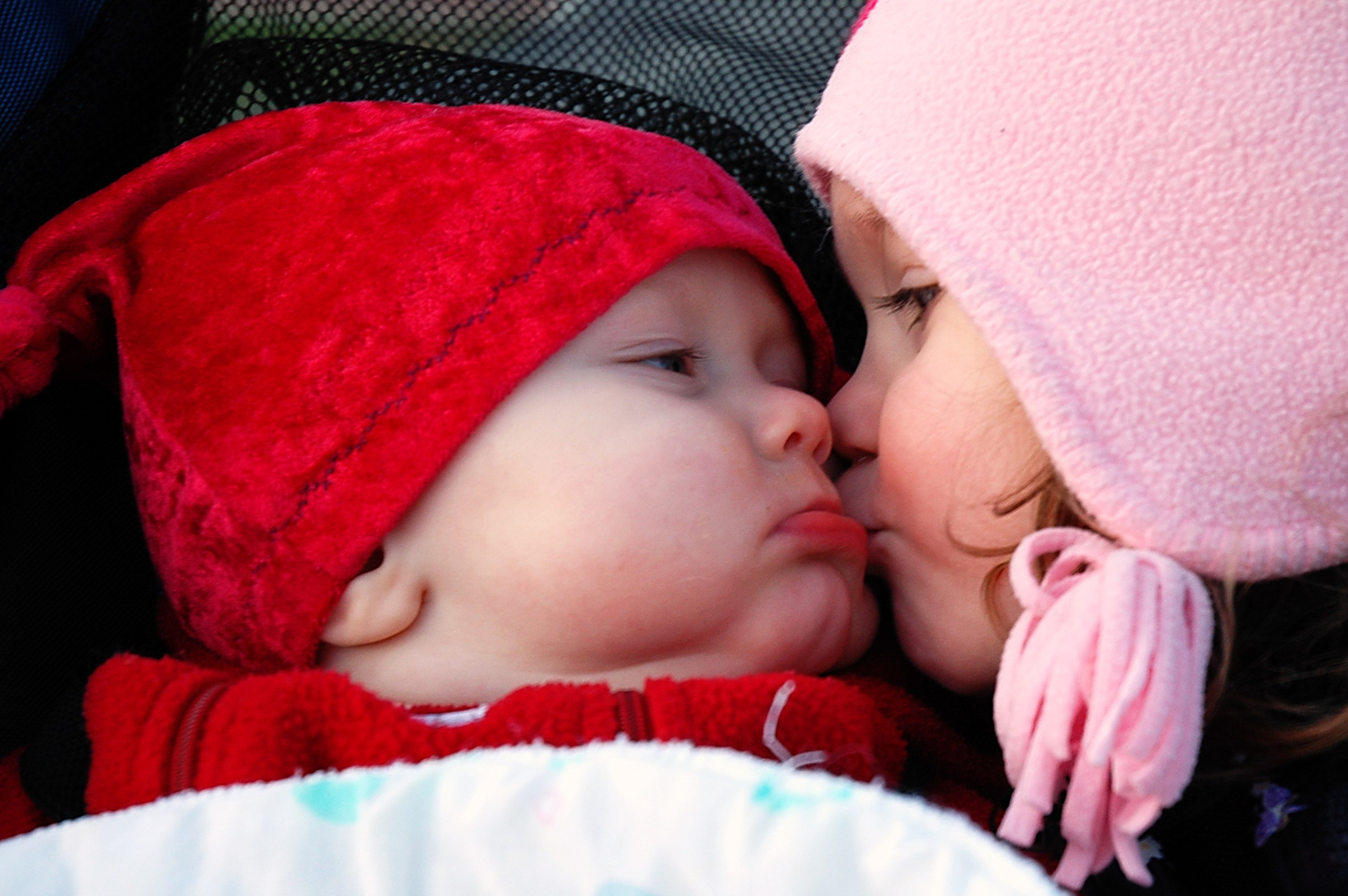
乳児と幼児のキス
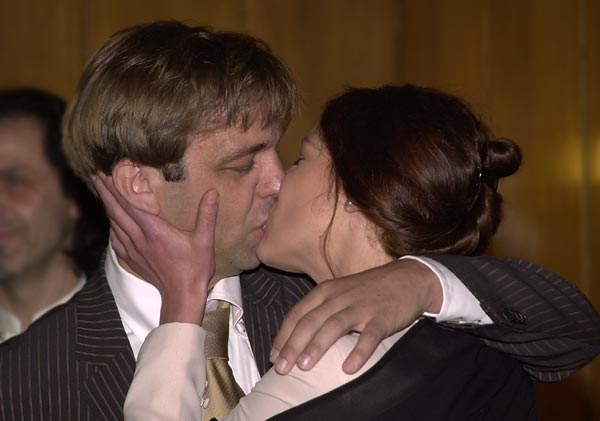
恋する男女が交わした唇への熱いキス
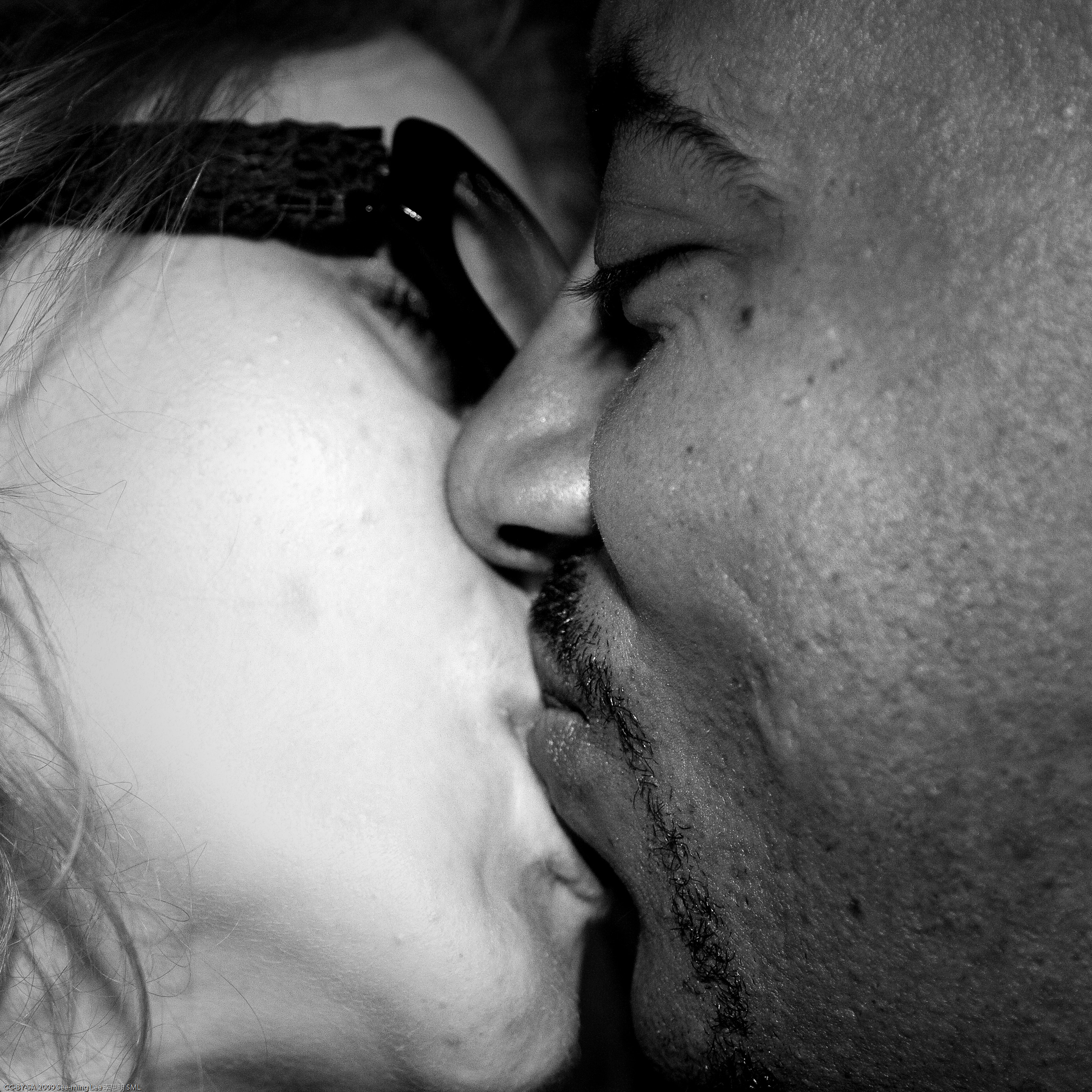
キスをする黒人男性と白人女性
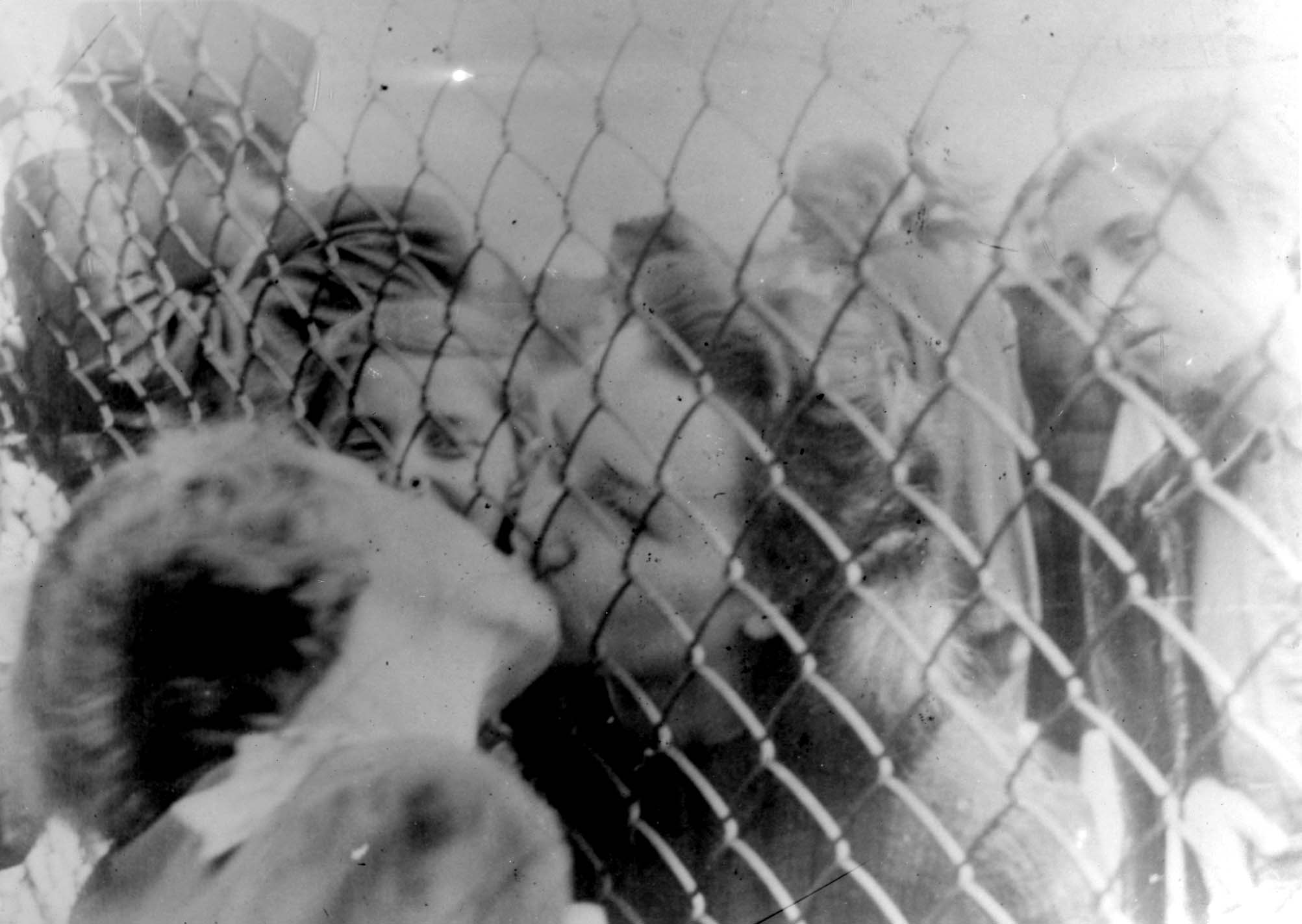
フェンスごしにキスを交わすポーランドの女性たち（1940年～1944年ころ）
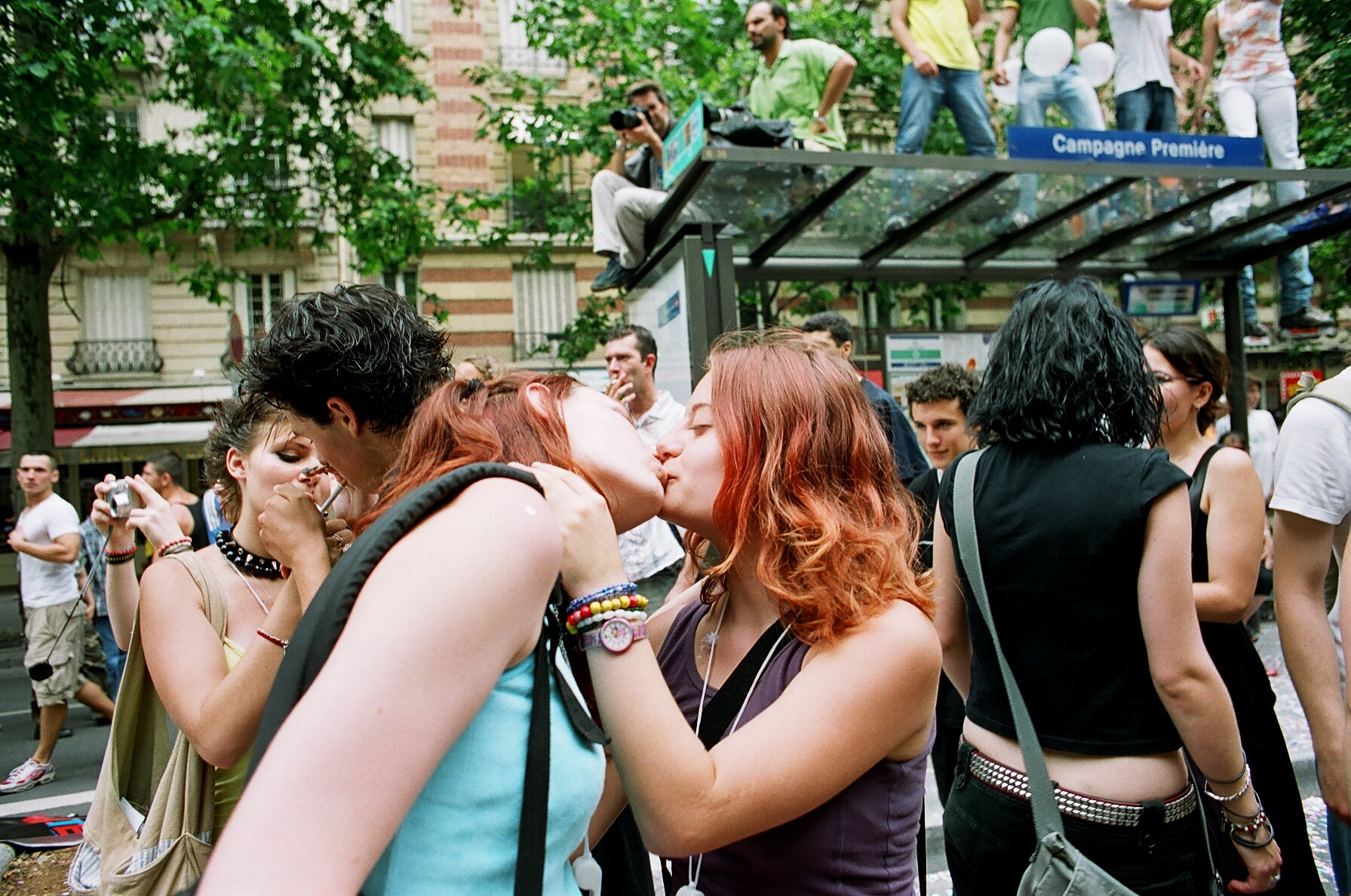
キスをするレズビアンのカップル、パリのゲイ・パレードにて、2005年6月

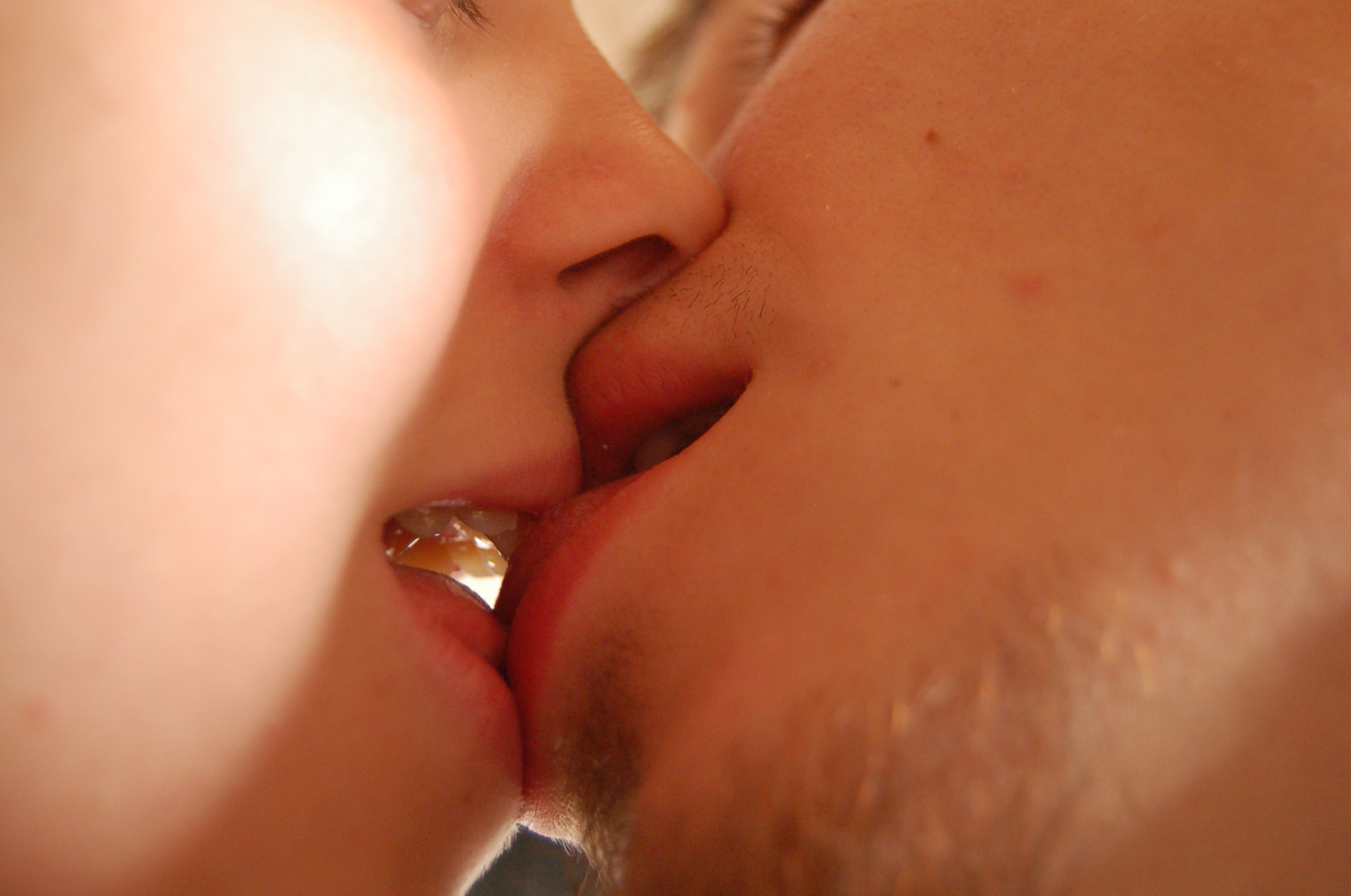
ディープ・キス
ディープ・キス（deep kissあるいはfrench kiss）は、唇を触れ合うだけでなく、互いに自分の舌を相手の口腔内に挿入し舌を絡め合うものである。英語の「french kiss」という呼称は、（欧州内ではフランス人、イギリス人、ドイツ人、オランダ人など、互いのことを揶揄し合ってきた長い歴史があるわけであるが）イギリスから見て「フランス式のオープンな（＝はしたない）」と揶揄してつけられた。日本では「フレンチ・キスはライト・キスのことだ」とする誤解があるが、これは日本とその他の国との間の、フランスに対するイメージの相違に由来するという説もある。

### 腹部へのキス
妊婦の夫や子供は、妊娠して大きくなった腹部にキスをして胎児に愛情を注ぐことがある。

## 東洋における接吻

### 日本
「キス」という言葉が入ってきたのは明治以降であり、それが「接吻」と和訳されたのが明治20年（1887年）の頃（訳語そのものは文化13年（1816年）の『ズーフ・ハルマ』に遡る）であった。文明開化を迎える以前も以後も、挨拶としてのキスは一般的に成立していない。現代においても、『当事者の意思感情、行動環境等によつて、それが一般の風俗道徳的感情に反するような場合』、即ちプライベートで関わりのない者が職場等での立場を利用して行為を強要したり、見ず知らずの初対面の人間がいきなりキスをしたりすれば、日本の法制や判例では強制わいせつ罪に問われる可能性がある（東京高判昭和32年1月22日高刑集10巻1号10頁）。

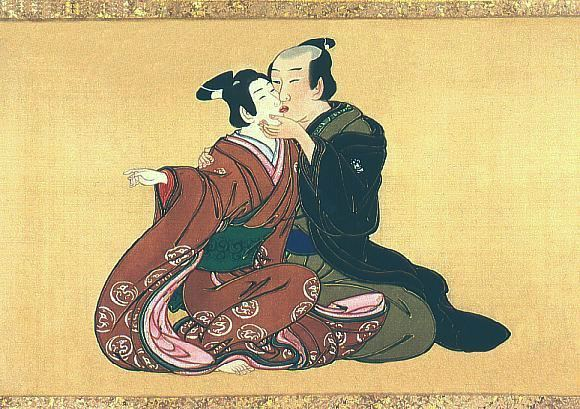
宮川一笑による春画の一枚（1750年）

ただし、性行為としてのキスは、昔からあった。文献に残る以前の太古の時代からキスはあったと推定されるようだが、はっきりと文献に現れる最も古い例として、『日本紀略』のなかで、昌泰元年（898年）に行われた鷹狩りの打ち上げの宴会の際に、酔った平好風が遊女の「懐を探り、その口を吮う」挙に出たと、紀長谷雄は記録している。その40年後には、紀貫之が『土佐日記』の承平5年（935年）の段に「ただ押鮎の口をのみぞ吸ふ。この吸ふ人々の口を、押鮎もし思ふやうあらむや。（意訳：押鮎に心があったら、人々のキスをどう思うだろうか）」という一節を記している。
室町時代にはキスは「口吸い（くちすい）」と呼ばれていた。動詞としては「口吸う」という言葉があった。他に「口口」や、江戸後期には口2つで「呂」などと呼ばれた例もあるが、「口吸う」がもっとも古く、平安時代に遡る。郭言葉では「おさしみ」とも言い、これはそれが2人で刺身を食べる様に似ているからといわれる。九州地方では「あまくち」と言われた伝承があり、『ズーフ・ハルマ』の該当項目に訳語として挙げられている。
長らく日本では珍しい行為として扱われ、映画『また逢う日まで』（1950年）では間接キスにもかかわらず大きな話題になったほか、1949年に手塚治虫が子供漫画初のキスシーンを描いたときには抗議が殺到した。時代が下るとともに、テレビや映画、音楽などといった大衆文化、ならびに文学や芸術の分野における取り扱いが増えていくとともに、特に恋人の関係にある者同士での「キス」がとりたてて珍しいものではなくなっていった。
20世紀末の日本では、周囲の目を気にすることなく、路上で行う若者も目立つようになっているとする論もあった。

#### 若い世代におけるキス観と状況
日本性教育学会では1975年から「青少年の性行動全国調査」を実施しており、統計開始の1975年から第6回の2005年までは、キス経験率の低年齢化が増加の一途を辿っていた。しかし、2000年代後半からの草食系の増加を一例とする若者の性行動不活発化の煽りを受け
、その傾向は2005年には頭打ちとなる。最新の2011年第7回調査では、2005年調査と比較して男子6ポイント、女子9ポイントの減少となり1993年時点の水準に低下している。第4回青少年の性行動調査によると、キスした経験は男性で14歳、女性で16歳で50%を越え、キスの経験が男女ともに18歳で50%を越える。

#### 言語上の諸表現
現代にあっては、舌を用いて行う「ディープ・キス（フレンチキス）」の語も広く知られるようになり、「生まれて初めて他者と交わすキス」を表す「ファースト・キス」という言葉が生まれた。
また唇同士の接触（接吻）のみならず、唇を何らかのものに接触させるという行為を一般的に指す「チュウ（ちゅう、チュー）」という、擬音を元にした俗語も生まれ、若者を中心に幅広く用いられるようになった。なお、接吻の擬態語としては江戸時代に既に「ちうちう」という表現を見ることができる。

## 動物のキス
キスをするのは、人間だけではない。チンパンジーやボノボもキスをする。

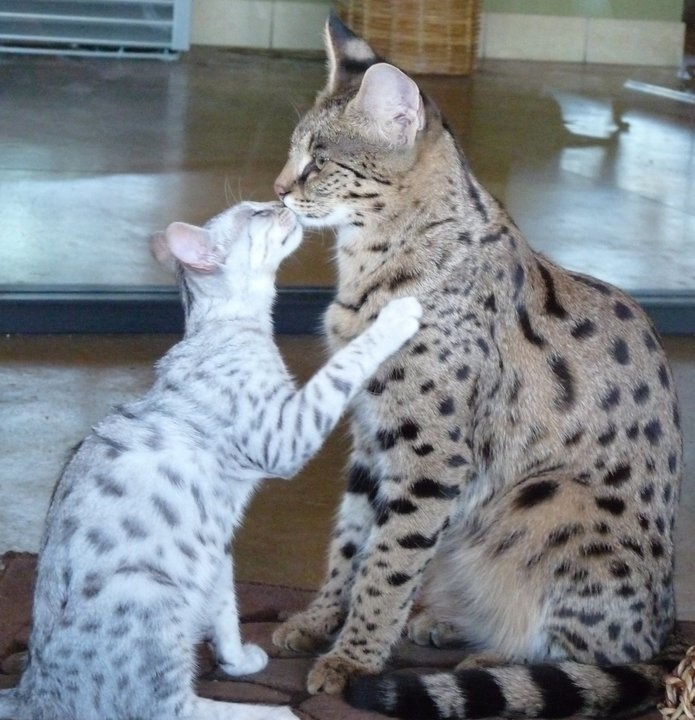
母猫にキスをする子猫（サバンナ猫（英語版））
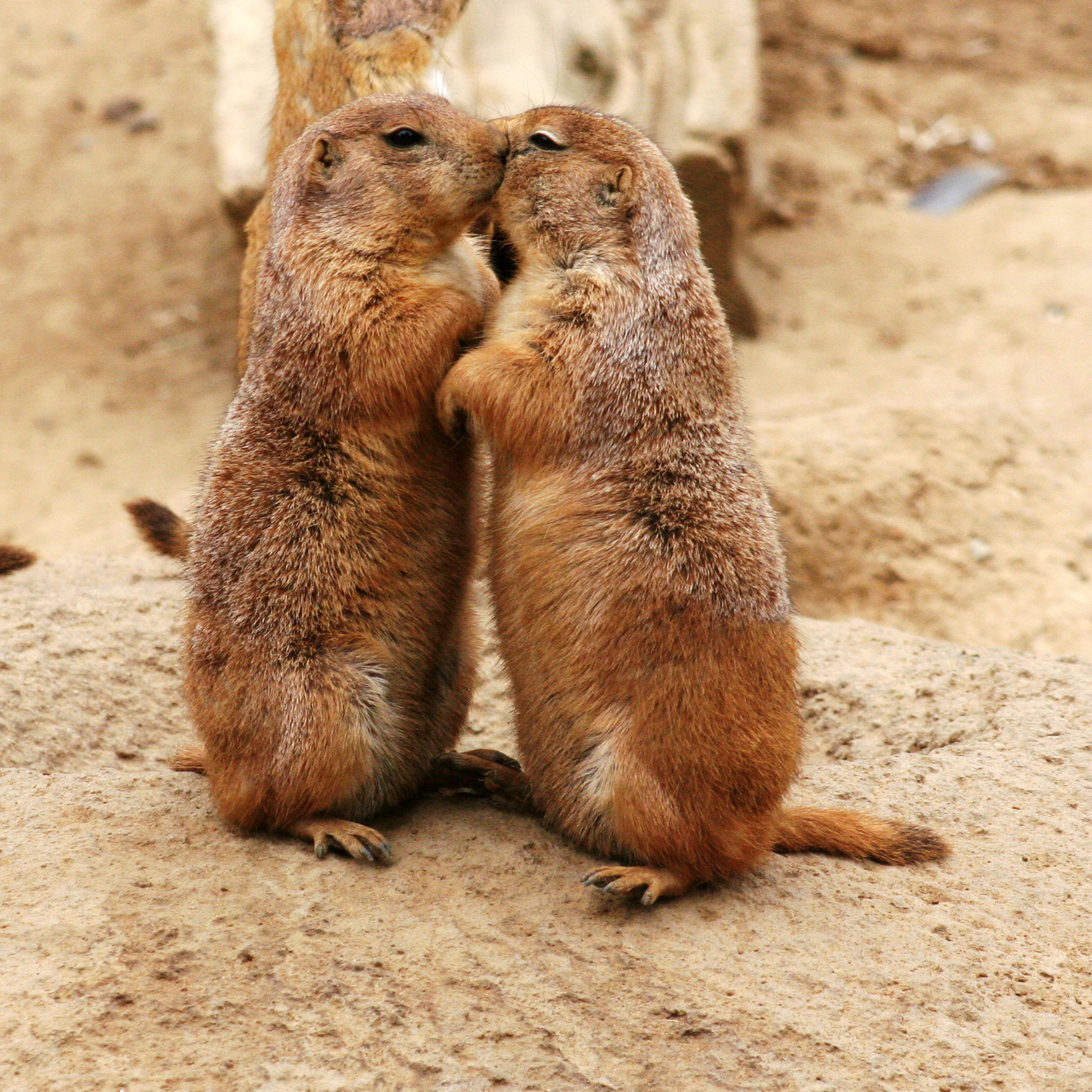
キスをするプレーリードッグ

## 歴史
カイロのエジプト考古学博物館には、古代エジプト第18王朝のアクエンアテン王（在位：紀元前1350年頃 - ）が娘に接吻する石像が残っている。
また、世界遺産セラ・ダ・カピバラ国立公園にある壁画には、性別ははっきりしないもののヒトとヒトがキスをしているように見える壁画があり、先史時代から人類にはキスという概念が存在したことになる。

## キスマーク

### キスと皮下出血
首にキスをして強く吸ったりするとそこに内出血が起きることがあるが、それを医学的には『吸引性皮下出血』という医学用語で呼ぶ。日常用語ではキスマークとも呼ばれる。「この人、首にキスマークがあるということは、さては昨日誰かと"いちゃついて"いたな？」などと推察されることになる。

## 事件

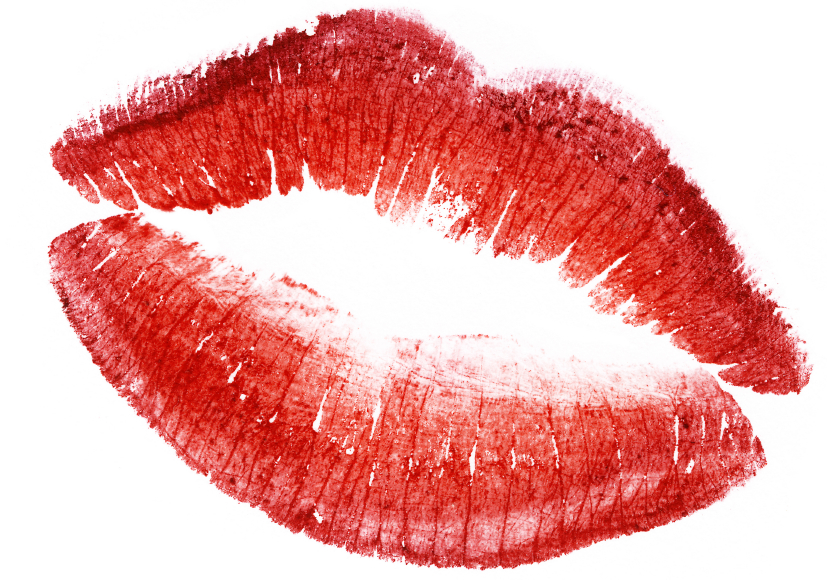
2005年、カナダの15歳の少女が、同級生のボーイフレンドの少年とのキスが原因で死亡する事故があった。これは、少女がピーナッツアレルギーであるのを知らずに、少年がその日の朝にトーストにピーナッツバターを塗って食べ、そのままキスをしたことが原因だと判明している。
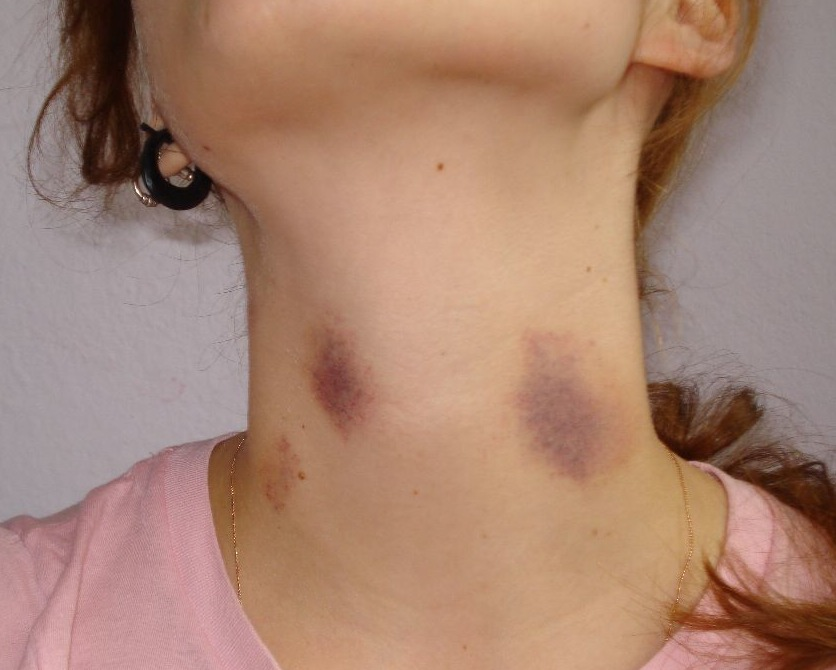
2007年4月19日、イスラエル人の女性がキスで舌を絡ませ、男性の舌を噛み切るという事件があった。山田風太郎の『八犬伝』にも、“舌切り雀”という名で娼婦の殺人術として登場する。

毒見
中世ヨーロッパでは、貴族の食器、枕やベッドなどの身の回りの品へキスをして毒がないかチェックした。